# Underleverantör
En underleverantör är en person eller, som oftast, ett företag, som förbinder sig att utföra kraven i en annan parts kontrakt. Underleverantören anställs av en huvudleverantör för att utföra tjänster som är en del av det större projektet. Vanligast förekommer underleverantörer inom byggindustrin och bland civilingenjörer, men det har på senare tid blivit vanligt att man inom tillverkningsindustrin, särskilt bilindustrin, lägger ut stora eller alla delar av produktionen på underleverantörer. En underleverantör kan bli mycket sårbar om den endast är beroende av en enda kund, då kontrakt som oftast kommer och går. Verksamheten ligger långt ner i produktionskedjan och blir därför också sårbar för kraftiga fluktuationer i råvarupriser.